# Мебибайт
Мебибайт (русское обозначение: МиБ; международное: MiB) — единица измерения количества информации, равная 220 (10242) байт.
Единица была создана Международной электротехнической комиссией (МЭК) (МЭК) в 1998 году, была принята для использования всеми основными организациями по стандартизации и является частью Международной системы единиц.
Мебибайт был разработан, чтобы заменить термин мегабайт в тех областях информатики, в которых он означал 1 048 576 байт, что противоречит определению СИ для префикса мега- (106 = 1 000 000, миллион).
Мебибайт (10242 байт) больше мегабайта (10002 байт) на 48 576 байт (более чем на 48 килобайт или 47 кибибайт), и, соответственно, на 4,86 %.

## Определение
1 мебибайт (МиБ) = 220 байт = 1 048 576 байт
По этому определению, а также определению гибибайта (ГиБ) как 230 байт, получается
1024 мебибайт = 1 гибибайт
Префикс меби- получен из словослияния слов мега и бинарный, указывая на его происхождение в близости к значению префикса СИ мега- (1 000 000). Все двоичные префиксы МЭК начинаются с заглавной буквы (КиБ, МиБ, ГиБ, ТиБ и т. д.).
IEC/80000-13 определяет 1 байт как 8 бит (1 Б = 8 бит). Следовательно:
1 мебибайт = 8 388 608 бит

## История внедрения
Проводник Windows отображает размеры файлов в мебибайтах, но при этом неверно указывает десятичный префикс (то есть использует обозначение МБ вместо МиБ).